# Liste des orgues de Colmar
 (avril 2025).
Motif : Absence de sources secondaires centrées
- Archive Wikiwix
- Bing
- Cairn
- DuckDuckGo
- E. Universalis
- Gallica
- Google
- G. Books
- G. News
- G. Scholar
- Persée
- Qwant
- (zh) Baidu
- (ru) Yandex
- (wd) trouver des œuvres sur Wikidata

| 1. | Préciser le motif de la pose du bandeau. | Précisez le motif de la pose du bandeau en utilisant la syntaxe suivante : {{admissibilité à vérifier\|date=avril 2025\|motif=remplacez ce texte par le motif}}                                 |
| 2. | Informer les utilisateurs concernés.     | Pensez à avertir le créateur de l'article, par exemple, en insérant le code ci-dessous sur sa page de discussion : {{subst:avertissement admissibilité à vérifier\|Liste des orgues de Colmar}} |

Cette page dresse la liste des orgues de Colmar dans le Haut-Rhin (France).
Note :
Le clavier de poitrine est aussi appelé "Brustwerk", le principal "Oberwerk" et celui de couronne "Kronwerk".
| Édifice                                  | Facteur                              | Année | Positif              | Grand-orgue          | Récit                | Echo     | Pédale                              | Clavier              | Manuel   | Degré                        |
| Saint-Antoine                            | Jean-George Kœnig                    | 1970  | 56 notes (intérieur) | 56 notes             |                      |          | 30 notes                            |                      |          |                              |
| Dominicains                              | Jean-André Silbermann                | 1768  | 51 notes (de dos)    | 49 notes             |                      | 27 notes | 25 notes                            |                      |          |                              |
| École de musique                         | Curt Schwenkedel                     | 1962  | 56 notes (intérieur) | 56 notes             |                      |          | 32 notes                            |                      |          |                              |
| École de musique                         | Alfred Kerne                         | 1971  | 56 notes (intérieur) | 56 notes             |                      |          | 30 notes                            |                      |          |                              |
| École de musique                         | Pierre Bois                          | 1981  |                      |                      |                      |          |                                     |                      | 49 notes |                              |
| Hôpital Pasteur (chapelle de la Trinité) | Jean Lapreste                        | 1937  |                      | 61 notes (expressif) | 61 notes (expressif) |          | 32 notes                            |                      |          |                              |
| Saint-Joseph                             | Friedrich Weigle                     | 1900  |                      |                      |                      |          |                                     |                      |          |                              |
| Hôpital départemental                    | Georges et Curt Schwenkedel          | 1957  |                      | 56 notes             | 56 notes (expressif) |          | 30 notes                            |                      |          |                              |
| Saint-Léon IX                            | Christian Guerrier                   | 1978  | 54 notes             | 54 notes             |                      |          | 30 notes                            |                      |          |                              |
| Saint-Vincent-de-Paul                    | Christian Guerrier                   | 1978  | 56 notes             | 56 notes             |                      |          | 32 notes                            |                      |          |                              |
| Chapelle Saint-Marc                      | Antoine Bois                         | 2004  |                      |                      |                      |          | 27 notes                            |                      | 54 notes |                              |
| Saint-Matthieu (chœur)                   | Antoine Bois                         | 2000  |                      |                      |                      |          | 27 notes                            |                      |          | 51 notes (1er) 51 notes (2e) |
| Église protestante Saint-Jean            | Muhleisen-Walther                    | 1968  |                      |                      |                      |          |                                     |                      |          |                              |
| Sainte-Marie                             | Georges Schwenkedel                  | 1952  |                      | 61 notes             | 61 notes             |          | 32 notes                            |                      |          |                              |
| collégiale Saint-Martin (tribune)        | Richard Freitag et Orgelbau Felsberg | 1979  | 56 notes (de dos)    | 56 notes             |                      |          | 32 notes (petite) 32 notes (grande) | 56 notes (principal) |          |                              |
| collégiale Saint-Martin (chœur)          | Curt Schwenkedel                     | 1975  |                      | 56 notes             |                      |          | 32 notes                            | 56 notes (poitrine)  |          |                              |
| Saint-Matthieu (tribune)                 | Jean-André Silbermann                | 1732  | 54 notes (de dos)    | 54 notes             | 54 notes             |          | ?                                   |                      |          |                              |